# Patrick Reilly
Sir D’Arcy Patrick Reilly, GCMG, OBE (* 17. März 1909 in Ooty, Britisch-Indien; † 6. Oktober 1999) war ein britischer Diplomat, der unter anderem zwischen 1957 und 1960 Botschafter in der Sowjetunion sowie von 1965 bis 1968 Botschafter in Frankreich war. Er war im Anschluss zwischen 1969 und 1980 Vorstandsvorsitzender der Banque Nationale de Paris Ltd.

## Leben
D’Arcy Patrick Reilly war der einzige Sohn von Sir Henry D’Arcy Cornelius Reilly, der Präsident des Obersten Gerichtshofes des Fürstenstaates Mysore war, und dessen Ehefrau Margaret Florence Reilly. Er selbst begann nach dem Besuch des renommierten 1382 gegründeten Winchester College ein grundständiges Studium am New College der University of Oxford, das er 1932 mit einem Bachelor of Arts (B.A.) beendete. Danach war er zunächst Laming Travelling Fellow am Queen’s College der University of Oxford und trat 1933 in den diplomatischen Dienst (HM Diplomatic Service) des Außenministeriums (Foreign Office) ein. Er war zwischen 1933 und 1939 Fellow am All Souls College der University of Oxford. Danach folgten verschiedene Verwendungen und wurde für seine Verdienste 1942 als Officer des Order of the British Empire (OBE) ausgezeichnet.
1947 wurde Patrick Reilly Botschaftsrat an der Botschaft in Griechenland und verblieb dort bis 1948. Nachdem er 1949 Leitender Ziviler Instrukteur (Senior Civilian Instructor) am Imperial Defence College in London war, fungierte er von 1949 bis 1953 als Assistierender Unterstaatssekretär für Verteidigung und Nachrichtendienste im Außenministerium (Assistant Under-Secretary for Foreign Affairs (Defence and Intelligence)). Für seine Verdienste wurde er 1949 als Companion in den Order of St Michael and St George (CMG) aufgenommen. Im Anschluss war er von 1953 bis 1956 Gesandter an der Botschaft in Frankreich. Nach seiner Rückkehr bekleidete er zwischen 1956 und 1957 den Posten als Stellvertretender Unterstaatssekretär für Politische Angelegenheiten des Außenministeriums (Deputy Under-Secretary for Foreign Affairs (Political)). Er wurde am 1. Januar 1957 zum Knight Commander des Order of St Michael and St George (KCMG) geschlagen, so dass er fortan den Namenszusatz „Sir“ führte.
Als Nachfolger von William Hayter übernahm Sir Patrick Reilly den Posten als Botschafter in der Sowjetunion und hatte diesen bis 1960 inne, woraufhin Frank Kenyon Roberts seine dortige Nachfolge antrat. Im Anschluss fungierte er als Stellvertretender Unterstaatssekretär für Wirtschaftliche Angelegenheiten des Außenministeriums (Deputy Under-Secretary for Foreign Affairs (Economic)). Zuletzt löste er 1965 Pierson John Dixon als Botschafter in Frankreich ab und bekleidete diesen Posten bis zu seiner Ablösung durch Christopher Soames 1968. Am 8. Juni 1968 wurde er zum Knight Grand Cross des Order of St Michael and St George (GCMG) erhoben.
Nach seinem Ausscheiden aus dem diplomatischen Dienst war Reilly zwischen 1969 und 1980 Vorstandsvorsitzender der Banque Nationale de Paris Ltd, der früheren British and French Bank. Er war zwei Mal verheiratet. In erster Ehe war er mit der 1984 verstorbenen Rachel Mary Sykes, Tochter des Brigadegenerals und Reiseschriftstellers Percy Sykes, verheiratet. Aus dieser Ehe stammten die beiden Töchter Jane und Sarah Sophia Reilly. Nach dem Tode seiner ersten Ehefrau heiratete er 1987 Ruth Margaret Cude, die zuvor drei Mal verheiratet war, und zwar zuletzt mit Arthur Norrington, der zwischen 1954 und 1970 Prinzipal des Trinity College der University of Oxford sowie von 1960 bis 1962 Vizekanzler der University of Oxford war.